# Георгиј Гурџијев
Георгиј Иванович Гурџијев (рус. Георгий Иванович Гурджиев; Александропољ, 13. јануар 1866 — Неји на Сени, 29. октобар 1949) био је утицајни духовни учитељ са почетка па све до половине 20. века, који је веровао да већина људи живи своје животе у стању хипнотишућег "будног сна", али са могућношћу да пређу у више стање свести и остваре пуни људски потенцијал.